# باتريك ديفيجيان
باتريك ديفيجيان (بالفرنسية: Patrick Devedjian) (26 أغسطس 1918 – 29 مارس 2020). سياسي ورجل دولة فرنسي من أصول أرمنية. عضو سابق في حزب الجمهوريون، شغل عدة مناصب سياسية.
توفي في مدينة آنتوني بعد أيام من إصابته بفيروس كوفيد-19.
وكان أول ضحية فرنسية من بين الشخصيات السياسية النشطة خلال جائحة كورونا في فرنسا.